# اسپنسر ولان
اسپنسر ولان (انگلیسی: Spencer Whelan؛ زادهٔ ۱۷ سپتامبر ۱۹۷۱) بازیکن فوتبال اهل بریتانیا است. وی در پست دفاع در دهه ۱۹۹۰ بازی می‌کرد.
از باشگاه‌هایی که در آن بازی کرده‌است می‌توان به باشگاه فوتبال شروزبری تاون و باشگاه فوتبال لیورپول اشاره کرد.